# Liste du patrimoine mondial en Indonésie
Cet article recense les sites inscrits au patrimoine mondial en Indonésie.

## Statistiques
L'Indonésie accepte la Convention pour la protection du patrimoine mondial, culturel et naturel le 6 juillet 1989. Les premiers sites protégés sont inscrits en 1991.
En 2023, l'Indonésie compte 10 sites inscrits au patrimoine mondial, 6 culturels et 4 naturels. 
Le pays a également soumis 19 sites à la liste indicative, 11 culturels et 8 naturels.

## Listes

### Patrimoine mondial
Les sites suivants sont inscrits au patrimoine mondial :
| Id.  | Site | Province                                                                            | Année | Superficie (ha) | Critères et notes | Coordonnées                        | Illus. |
| ---- | --- | ----------------------------------------------------------------------------------- | ----- | --------------- | --- | ---------------------------------- | ------ |
| 592  | Ensemble de Borobudur | Yogyakarta                                                                          | 1991  | 26              | Culturel, (i), (ii), (vi)                                                                                                   | 7° 36′ 29″ sud, 110° 12′ 14″ est   |        |
| 642  | Ensemble de Prambanan | Yogyakarta                                                                          | 1991  |                 | Culturel, (i), (iv) | 7° 45′ 07″ nord, 110° 29′ 31″ est  |        |
| 1671 | L'axe cosmologique de Yogyakarta et ses monuments historiques emblématiques                                                   | Yogyakarta                                                                          | 2023  | 42,22           | Culturel, (ii), (iii) | 7° 48′ 05″ sud, 110° 21′ 53,2″ est |        |
| 609  | Parc national de Komodo | Petites îles de la Sonde orientales                                                 | 1991  | 219 322         | Naturel, (vii), (x) | 8° 32′ 35″ sud, 119° 29′ 20″ est   |        |
| 955  | Parc national de Lorentz | Papouasie                                                                           | 1999  | 2 350 000       | Naturel, (viii), (ix), (x)                                                                                                  | 4° 45′ 00″ sud, 137° 49′ 59″ est   |        |
| 608  | Parc national de Ujung Kulon                                                                                                  | Banten, Lampung                                                                     | 1991  | 78 525          | Naturel, (vii), (x) | 6° 45′ 00″ sud, 105° 19′ 59″ est   |        |
| 1167 | Patrimoine des forêts tropicales ombrophiles de Sumatra                                                                       | Aceh, Bengkulu, Jambi, Lampung, Sumatra du Nord, Sumatra occidental, Sumatra du Sud | 2004  | 2 595 124       | Naturel, (vii), (ix), (x) En péril. Comprend les parcs nationaux de Gunung Leuser, Kerinci Seblat et Bukit Baristan Selatan | 2° 30′ sud, 101° 30′ est           |        |
| 1610 | Patrimoine de la mine de charbon d'Ombilin à Sawahlunto                                                                       | Sumatra occidental                                                                  | 2019  | 268,18          | Culturel, (ii), (iv) Comprend 12 sites                                                                                      | 0° 41′ 00″ sud, 100° 46′ 00″ est   |        |
| 1194 | Paysage culturel de la province de Bali : le système des subak en tant que manifestation de la philosophie du Tri Hita Karana | Bali                                                                                | 2012  | 19 520          | Culturel, (ii), (iii), (v), (vi)                                                                                            | 8° 15′ 32″ sud, 115° 24′ 11″ est   |        |
| 593  | Site des premiers hommes de Sangiran                                                                                          | Java central                                                                        | 1996  | 5 600           | Culturel, (iii), (vi) | 7° 24′ 00″ sud, 110° 49′ 01″ est   |        |

### Liste indicative
Les sites suivants sont inscrits sur la liste indicative.
| Site                                                                                              | Province              | Type                             | Date | Superficie (ha) | Lien | Notes | Coordonnées                       | Illus. |
| ------------------------------------------------------------------------------------------------- | --------------------- | -------------------------------- | ---- | --------------- | ---- | ----- | --------------------------------- | ------ |
| Habitat traditionnel de Tana Toraja                                                               | Sulawesi du Sud       | Culturel (iv), (v), (vi)         | 2009 |                 | 5462 |       | 2° 59′ 02″ sud, 119° 44′ 02″ est  |        |
| Habitat traditionnel de Tana Toraja                                                               | Sulawesi du Sud       | Culturel (iv), (v), (vi)         | 2009 |                 | 5462 |       | 2° 59′ 02″ sud, 119° 44′ 02″ est  |        |
| Habitat traditionnel de Nagari Sijunjung                                                          | Sumatra occidental    | Culturel (iii), (iv)             | 2015 |                 | 6059 |       |                                   |        |
| Îles Banda                                                                                        | Moluques              | Naturel (vii), (x)               | 2005 |                 | 2004 |       | 4° 32′ 13″ sud, 129° 52′ 05″ est  |        |
| Îles Derawan                                                                                      | Kalimantan oriental   | Naturel (x)                      | 2005 |                 | 2007 |       | 2° 15′ 00″ nord, 118° 25′ 01″ est |        |
| Îles Raja Ampat                                                                                   | Papouasie occidentale | Naturel (vii), (x)               | 2005 |                 | 2003 |       | 0° 15′ sud, 128° 00′ est          |        |
| Karst de Sangkulirang-Mangkalihat : zone d'art rupestre préhistorique                             | Kalimantan oriental   | Culturel (iii)                   | 2015 |                 | 6009 |       |                                   |        |
| Kebun Raya Bogor                                                                                  | Java occidental       | Culturel (ii), (iv)              | 2018 |                 | 6353 |       | 6° 35′ 53″ sud, 106° 47′ 57″ est  |        |
| Parc national de Betung Kerihun                                                                   | Kalimantan occidental | Naturel (viii), (ix), (x)        | 2004 |                 | 1871 |       | 1° 07′ 30″ nord, 113° 12′ 32″ est |        |
| Parc national de Bunaken                                                                          | Sulawesi du Nord      | Naturel (vii), (viii), (ix), (x) | 2005 |                 | 2002 |       | 1° 42′ 00″ nord, 124° 37′ 01″ est |        |
| Parc national de Taka Bonerate                                                                    | Sulawesi du Sud       | Naturel (vii), (viii), (ix), (x) | 2005 |                 | 2005 |       | 6° 41′ 02″ sud, 121° 09′ 32″ est  |        |
| Parc national des Wakatobi                                                                        | Sulawesi du Sud-Est   | Naturel (vii), (viii), (ix), (x) | 2005 |                 | 2006 |       | 5° 41′ 02″ sud, 123° 59′ 31″ est  |        |
| Site de Bawomataluo (en)                                                                          | Sumatra du Nord       | Culturel (i), (iv), (vi)         | 2009 |                 | 5463 |       | 0° 36′ 58″ nord, 97° 46′ 16″ est  |        |
| Site de Muara Takus                                                                               | Riau                  | Culturel (i), (iv), (vi)         | 2009 |                 | 5464 |       | 0° 20′ 20″ nord, 100° 38′ 24″ est |        |
| Sites de grottes préhistoriques de Maros-Pangkep (en)                                             | Sulawesi du Sud       | Naturel (ix)                     | 2009 |                 | 5467 |       | 4° 54′ 47″ sud, 119° 44′ 46″ est  |        |
| Temple de Muaro Jambi                                                                             | Jambi                 | Culturel (ii), (iii), (iv)       | 2009 |                 | 5465 |       | 1° 28′ 30″ sud, 103° 33′ 32″ est  |        |
| Trowulan - Ancienne capitale du royaume Majapahit                                                 | Java oriental         | Culturel (i), (v)                | 2009 |                 | 5466 |       | 7° 35′ 02″ sud, 112° 23′ 02″ est  |        |
| Kota Tua Jakarta (anciennement Batavia) et 4 îles isolées (Onrust (en), Kelor, Cipir et Bidadari) | Jakarta               | Culturel (ii), (iv)              | 2015 |                 | 6010 |       | 6° 08′ 05″ nord, 106° 48′ 48″ est |        |
| Vieille ville de Semarang                                                                         | Java central          | Culturel (ii), (iv)              | 2015 |                 | 6011 |       |                                   |        |